# Pavel Merljak
Pavel Merljak, slovenski skladatelj in pedagog, * 15. oktober 1959, Postojna.

## Življenjepis
Na Akademiji za glasbo v Ljubljani je študij kompozicije zaključil leta 1986. V slovenskem glasbenem prostoru je najbolj znan kot pedagog, avtor radijskih oddaj in glasbeni kritik. Učil je glasbo tudi na srednjih šolah (npr. GSŠRM Kamnik).
Uči na glasbeni šoli Kamnik 